# Dypsis hildebrandtii
Dypsis hildebrandtii là loài thực vật có hoa thuộc họ Arecaceae. Loài này được (Baill.) Becc. mô tả khoa học đầu tiên năm 1912.